# Тумановка (Воронежская область)
Тумановка — хутор в Павловском районе Воронежской области Российской Федерации. Входит в Ливенское сельское поселение.

## Название
Назван по фамилии основателя — полковника Туманова.

## Физико-географическая характеристика
Хутор, как и вся Воронежская область, живёт по Московскому времени.

## История
Примерно в 1840 году полковник Туманов за «верную службу» получает от правительства небольшой земельный участок около Шипова леса в двух верстах от села Верхний Кисляй (Ливенка) и строит своё поселение, названное Тумановкой. Впоследствии владельцем Тумановки становится дальний родственник Туманова — Тушнев.

## Транспорт и дороги
Сообщение с посёлком осуществляется по дороге регионального значения М «Дон» — с. Берёзки — Тумановка.

## Улицы
На хуторе 1 улица: Первомайская.